# Alós de Balaguer

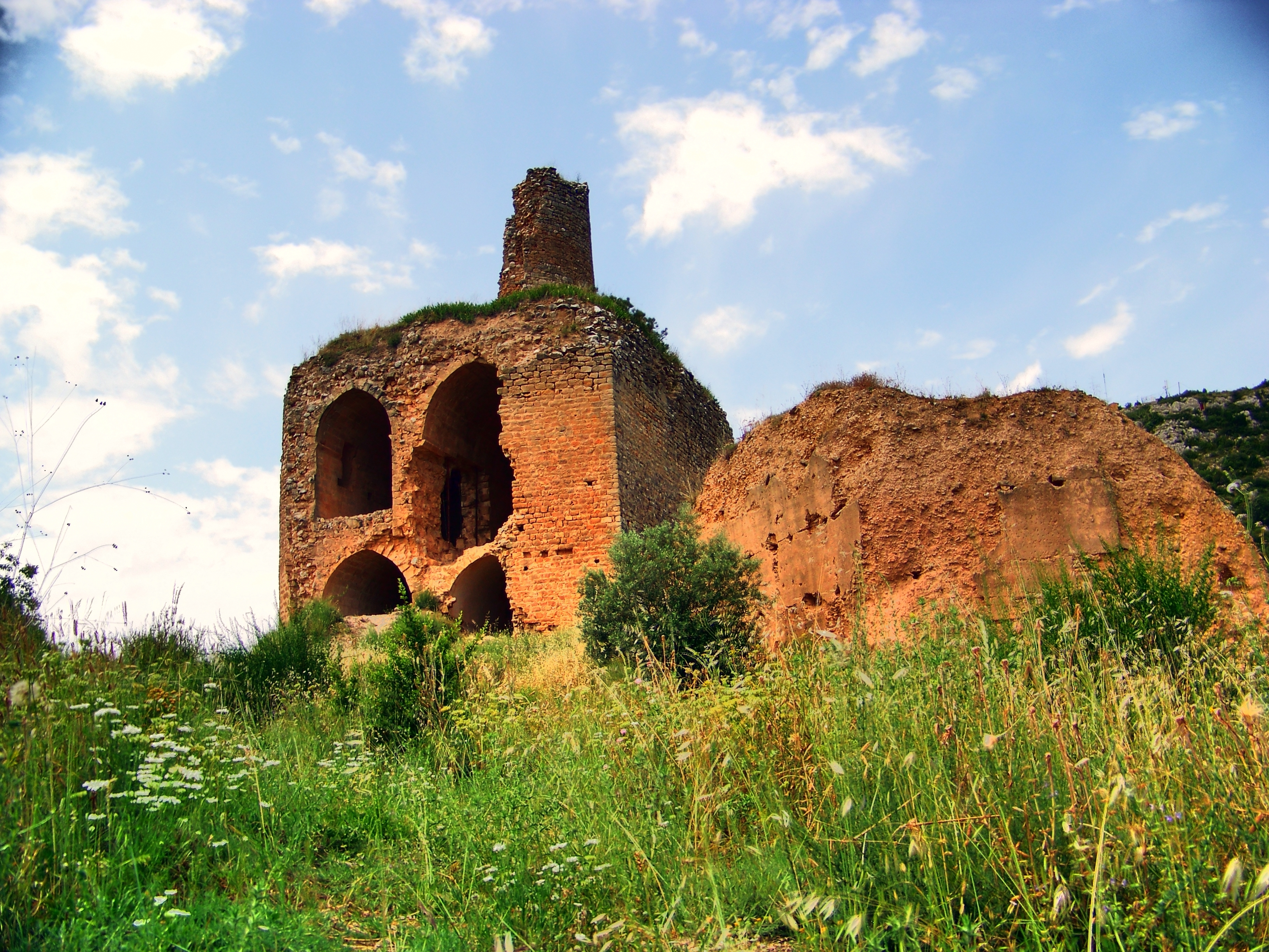
Castillo de Alós

Alós de Balaguer (en catalán y oficialmente, Alòs de Balaguer) es un municipio español de la provincia de Lérida, situado en el centro de la comarca de la Noguera y junto al río Segre. A mediados del siglo XIX se denominaba Alós.

## Geografía humana

### Demografía
Cuenta con una población de 120 habitantes (INE 2024).
| Gráfica de evolución demográfica de Alòs de Balaguer entre 1842 y 2021 |
| |
| Población de derecho según los censos de población del INE Población de hecho según los censos de población del INEEn estos censos se denominaba Alós: 1842 En estos censos se denominaba Alós de Balaguer: 1857, 1860, 1877, 1887, 1897, 1900, 1910, 1920, 1930, 1940, 1950, 1960, 1970 y 1981 |

| 1900 | 1930 | 1950 | 1970 | 1981 | 1986 |
| ---- | ---- | ---- | ---- | ---- | ---- |
| 780  | 523  | 295  | 165  | 184  | 187  |

## Economía
Agricultura de secano y de regadío, ganadería. Turismo.

## Historia

### Prehistoria
Uno de los testimonios más excepcionales de este término lo constituyen las pinturas rupestres prehistóricas del Tallat de les Aparets I-IV. Descubiertas en 1976 por Enric Sunyer, Antoni Borrell y la colaboración de Lluís Trepat, se integran en el conocido como Arte esquemático, una expresión creencial de los grupos productores neolíticos (6.5000-3.200 años antes del presente)presente en buena parte del territorio catalán: Bellver de Cerdaña, Artesa de Segre, Os de Balaguer, Albi, Cogul, etc. Fundamentado en la abstracción: puntos, barras, máculas, etc., los frisos de este término son una muestra singular y  valiosa de la capacidad intelectual humana; de ahí que desde 1998 la Unesco los haya considerado Patrimonio de la Humanidad. La ausencia de algún tipo de protección, y el desconocimiento general, como ocurre con el 88,45% del arte rupestre prehistórico de Lérida, es un constante peligro para su conservación. Fuentes: Associació Catalana d´Art Prehistòric

## Monumentos y lugares de interés
- Iglesia de San Félix, de estilo románico, con retablo gótico.
- Ruinas del castillo de Alós
- Congos del mu